# Гаштейнская конвенция
Гаштейнская конвенция (нем. Gasteiner Konvention), также называемая Конвенция Бад-Гаштайна — международный договор, подписанный в Бадгастайне в Австрии 14 августа 1865 года. В ней были зафиксированы соглашения между двумя основными государствами Германского союза, Пруссией и Австрией, относительно управления «эльбскими герцогствами» Шлезвиг, Гольштейн и Саксен-Лауэнбург.

## Предыстория
Герцогства Шлезвиг и Гольштейн были объединены под датским правлением с 1460 года. В то время как Шлезвиг к северу от реки Айдер был датским феодальным владением, герцогства Гольштейн официально оставались владением Священной Римской империи, которым короли Дании владели в качестве имперского феода. В 1815 году король Дании Фредерик VI также приобрел соседнее герцогство Саксен-Лауэнбург. И Гольштейн, и Лауэнбург были государствами-членами Германского союза с 1815 года.
Когда в 1858 году президент датского национального либерального Совета Карл Кристиан Халль разработал «Ноябрьскую конституцию», чтобы более тесно привязать Шлезвиг к датскому королевству, это вызвало протесты со стороны немцев, и в 1863 году войска Германского союза заняли Гольштейн и Лауэнбург. В ходе последовавшей Австро-прусско-датской войны Дания потерпела поражение, и согласно Венскому договору, подписанному 30 октября 1864 года, вынуждена была уступить эльбские герцогства победившим Пруссии и Австрии.
После войны оба государства столкнулись с проблемой управления провинциями, ранее принадлежавшими датскому королевскому дому Глюксбургов в личной унии. Пруссия стремилась к аннексии территорий в качестве провинций в пределах её государственной территории, против сильного сопротивления австрийцев, которые настаивали на статусе автономных герцогств Союза, управляемых как кондоминиум. Чтобы ослабить напряженность, прусский министр-президент Отто фон Бисмарк встретился с австрийским посланником Густавом фон Блумом в курортном городке Бадгастайн в австрийских Альпах.

## Содержание
В ходе переговоров управление завоеванными территориями было разделено между двумя государствами: Пруссия будет управлять Шлезвигом, а Австрия — Гольштейном. Австрия официально откажется от Саксен-Лауэнбурга, которым прусский король будет править в личной унии, уплатив 2,5 миллиона датских ригсдалеров.
Одиннадцать статей договора, подписанного 14 августа 1865 года, предусматривали:
- отказ от общего управления (кондоминиума) Шлезвигом и Гольштейном
- контроль Пруссии над Шлезвигом
- контроль Австрии над Гольштейном (который зажат между Шлезвигом на севере и прусским Лауэнбургом на юге)[1]
- прусская корона выкупает право Австрии на Лауэнбург
- права Пруссии на проход по военным дорогам через Гольштейн в Шлезвиг
- права Пруссии на строительство канала и телеграфной линии через Гольштейн в Шлезвиг
- создание военно-морского флота Германского союза
- расположение штаба предполагаемого военно-морского флота в Киле в Гольштейне под суверенитетом Пруссии
- назначение Рендсбурга крепостью Германского союза.

Договор был ратифицирован обеими сторонами 19 августа. Король Пруссии Вильгельм I продолжил править Лауэнбургом в личной унии и принял герцогский титул.

## Последствия
Навыки ведения переговоров Бисмарка, очевидно, были недооценены Блумом. Хотя Пруссия извлекла выгоду из договора, министр-министр отметил, что «склеивание трещин» не отвечает германскому вопросу и не сглаживает соперничество между Австрией и Пруссией. Кроме того, договор противоречил правовой основе Германского союза, что привело к отказу со стороны более мелких государств союза и повредило репутации, особенно австрийской стороны. Европейские державы отреагировали решительно, французский император Наполеон III ответил протестом, в то время как британцы посчитали, что их интересы в Северном море находятся под угрозой; тем не менее, этот договор был высоко оценен Российской империей ввиду её вражды с Австрией после Крымской войны.
Гаштейнская конвенция положила конец всем попыткам мирного решения германского вопроса. Вскоре она была нарушена из-за увенчавшихся успехом попыток Бисмарка спровоцировать войну с Австрийской империей, а также исключить Австрию из Германского союза. Австрийское правительство терпимо относилось к правлению Фридриха VIII, герцога Шлезвиг-Гольштейна, к большому огорчению Пруссии. 1 июня 1866 года Австрия обратилась к Бундестагу с просьбой принять резолюцию о статусе Гольштейна, которую Пруссия расценила как нарушение взаимного соглашения. Под этим предлогом прусские войска вошли в Гольштейн через девять дней, что привело к началу австро-прусско-итальянской войны, также известной как «семинедельная» война.
Пражский мир в 1866 году подтвердил уступку Данией Шлезвига и Гольштейна, которые оба были аннексированы Пруссией, но обещал проведение плебисцита, чтобы решить, желает ли северный Шлезвиг вернуться под управление Дании. Это положение было в одностороннем порядке отменено решением Пруссии и Австрии в 1878 году. Вместо этого в 1868 году была создана прусская провинция Шлезвиг-Гольштейн. Обе территории должны были быть приняты в Германский таможенный союз, возглавляемый Пруссией, в котором Австрия не участвовала.